# Muroto
Muroto (japanisch 室戸市 -shi) ist eine Stadt in der Präfektur Kōchi in Japan.

## Geographie
Muroto liegt südöstlich von Kōchi am Pazifischen Ozean. Westlich erstreckt sich die Tosa-Bucht.

## Geschichte
Muroto wurde am 1. März 1959 gegründet. Seit Juli 1995 trägt der am 2. November 1984 entdeckte Asteroid (4439) Muroto den Namen der Stadt.

## Sehenswürdigkeiten

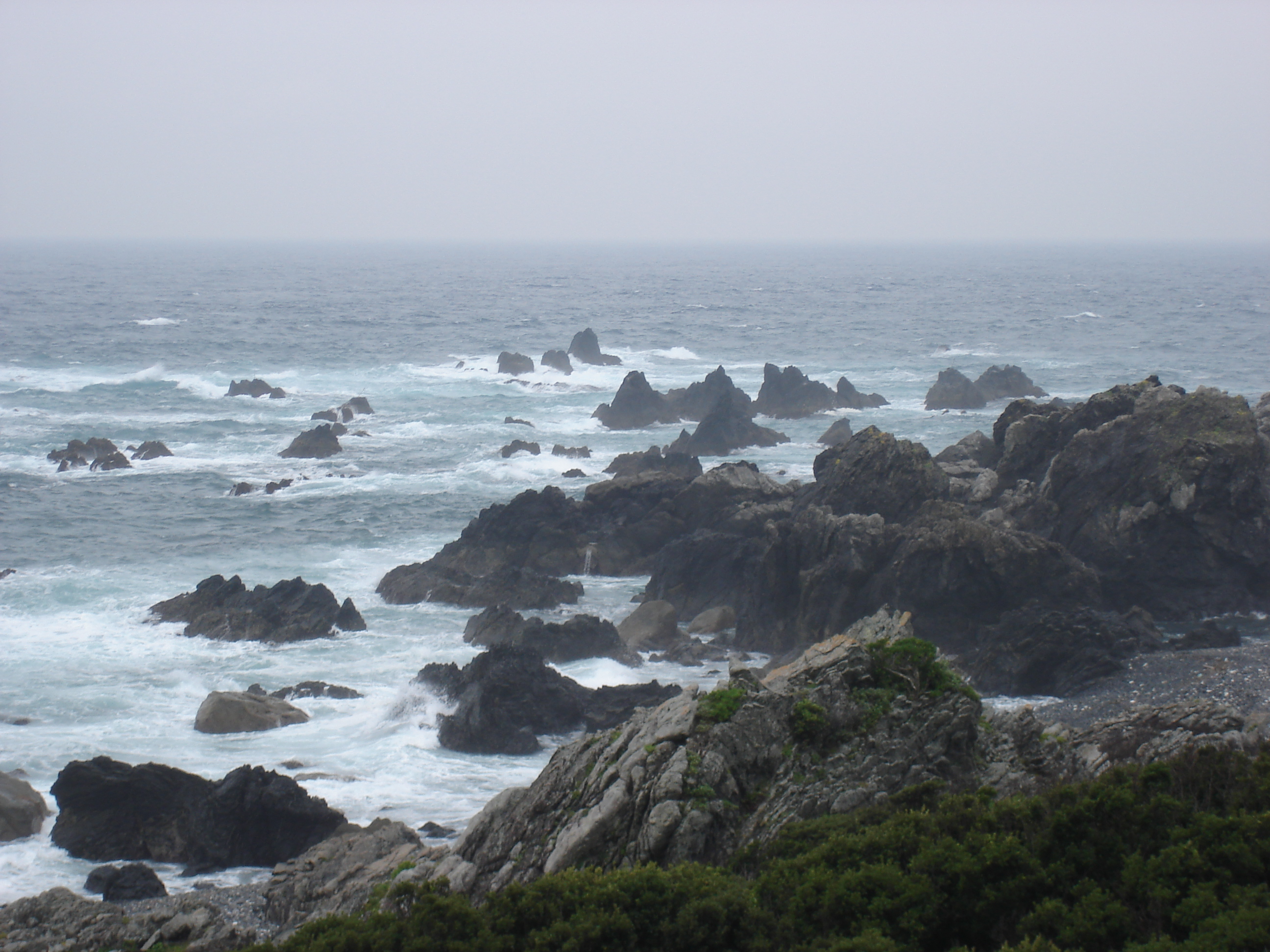
Kap Muroto

- Kap Muroto (室戸岬, Muroto-zaki)

## Verkehr
- Straße:
  - Nationalstraße 55